# 薛承泰
薛承泰（1956年4月3日—），中華民國（臺灣）教育社會學學者、政治人物，福建省金門縣珠山人，畢業於美國威斯康辛大學博士，現任國家政策研究基金會顧問，曾任福建省主席、行政院政務委員、臺北市政府社會局長、人口學會秘書長、中國人權協會常務理事、國立臺灣大學人口與性別研究中心主任、國立臺灣大學社會系教授、國立臺灣大學國發所兼任教授。

## 生平
為美國威斯康辛大學麥迪遜分校社會學博士。曾任臺灣人口學會常務理事、臺北市政府社會局局長、國立臺灣大學社會學系教授。2009年2月16日起出任行政院政务委员一職；2009年9月10日至2013年2月18日任中華民國福建省政府主席一職。